# Anne Loewer
Anne Christine Loewer ist eine deutsche Filmeditorin.
Anne Loewer erlernte ihren Beruf bei einer Münchener Werbefilm-Produktionsfirma. Mit Mädchen, Mädchen war sie 2001 zum ersten Mal für den Filmschnitt einer Kinoproduktion verantwortlich.

## Filmographie (Auswahl)
- 2001: Mädchen, Mädchen
- 2002: Wen küsst die Braut?
- 2003: Der letzte Lude
- 2003: Mit Herz und Handschellen (Fernsehserie, 3 Folgen)
- 2004: Mädchen, Mädchen 2 – Loft oder Liebe
- 2005: Scharf wie Chili
- 2006: Plötzlich Opa
- 2006: Winterreise
- 2006: Schwere Jungs
- 2008: Beste Gegend
- 2009: Gletscherblut